# ATP Challenger Louisville
Der ATP Challenger Louisville (offiziell: Louisville Challenger) war ein Tennisturnier, das zwischen 2006 und 2008 in Louisville, Kentucky, stattfand. Es gehörte zur ATP Challenger Tour und wurde in der Halle auf Hartplatz gespielt.

## Liste der Sieger

### Einzel
| Jahr | Sieger             | Finalgegner    | Ergebnis      |
| ---- | ------------------ | -------------- | ------------- |
| 2008 | Robert Kendrick    | Donald Young   | 6:1, 6:1      |
| 2007 | Matthias Bachinger | Donald Young   | 0:6, 7:5, 6:3 |
| 2006 | Amer Delić         | Stéphane Bohli | 3:6, 6:2, 6:3 |

### Doppel
| Jahr | Sieger                        | Finalgegner                           | Ergebnis   |
| ---- | ----------------------------- | ------------------------------------- | ---------- |
| 2008 | Prakash Amritraj Jesse Levine | Frank Dancevic Dušan Vemić            | 6:3, 7:610 |
| 2007 | John Isner Travis Parrott     | Richard Bloomfield Michael Ryderstedt | 6:4, 6:4   |
| 2006 | Robin Haase Igor Sijsling     | Amer Delić Robert Kendrick            | kampflos   |